# 1828 في المملكة المتحدة
فيما يلي قوائم الأحداث التي وقعت خلال عام 1828 في المملكة المتحدة.

## سياسة

### تعيين في المنصب
- 22 يناير – آرثر ويلزلي رئيس وزراء المملكة المتحدة.
- 26 يناير – روبرت بيل وزير الدولة للشؤون الداخلية [الإنجليزية]‏.

### انتهاء فترة المنصب
- 21 يناير – إدوارد سميث ستانلي Under-Secretary of State for War and the Colonies [الإنجليزية]‏.
- 21 يناير – جورج هوارد اللورد أمين الختم الكنيف [الإنجليزية]‏.
- 21 يناير – فريديريك روبنسون رئيس وزراء المملكة المتحدة.

## مواليد

### فبراير
- 12 فبراير – جورج ميريديث

### مارس
- 18 مارس – ويليام راندال كريمر

### مايو
- 12 مايو – دانتي جابرييل روزيتي

### سبتمبر
- 16 سبتمبر – جوزيف سوان

### نوفمبر
- 1 نوفمبر – بلفور ستيوارت فيزيائي من المملكة المتحدة.
- 18 نوفمبر – جون لانغدون داون

## وفيات

### يناير
- 1 يناير – روبرت بلير (مواليد 1748) عالم فلك بريطاني.

### مارس
- 17 مارس – جيمس إدوارد سميث (مواليد 1759)

### مايو
- 8 مايو – ديكسون دنهام (مواليد 1786) مستكشف بريطاني.
- 16 مايو – السير وليام كنغرف، برونت الثاني (مواليد 1772) سياسي بريطاني.
- 26 مايو – جون أوكسلي (مواليد 1784) مستكشف بريطاني.

### أكتوبر
- 5 أكتوبر – شارلوت، أميرة ملكية (مواليد 1766)

### ديسمبر
- 4 ديسمبر – روبرت جنكنسون (مواليد 1770) سياسي بريطاني.
- 22 ديسمبر – وليام هايد ولاستون (مواليد 1766)